# Binetou Sylla
Binetou Sylla, née en 1988, est la directrice du label Syllart Records, du label Def Jam Recordings Africa, et une spécialiste de la musique africaine contemporaine.

## Biographie
Née en 1988 de parents d’origine sénégalaise, malienne et guinéenne, Ibrahima et Tapa Sylla, venus s’installer en France, elle grandit à Villiers-sur-Marne, au sein d’une fratrie de cinq enfants. Son grand-père était un notable, un chef religieux d’une confrérie musulmane soufisme installée au Sénégal. Elle fait des études d’histoire.
Son père, venu en France dans les années 1970 pour étudier l’économie, s’est lancé par passion dans le domaine musical et a créé le label Syllart Records (contraction de Sylla et d'art). À sa mort en 2013, elle reprend avec sa mère la gestion de ce label,,. Elle continue comme son père à publier des artistes consacrés de la musique africaine, à l’audience internationale, comme Kandia Kouyaté, mais s’intéresse aussi aux goûts des jeunes générations : « L’Afrique a la population la plus jeune du monde », explique-t-elle, « presque 50 % ont moins de 20 ans. Ma génération se gave des clips qui passent sur Trace Africa, c’est énorme chez nous, mais ça n’intéresse pas grand monde en France, en dehors de la communauté ».
En 2020, elle co-écrit l'ouvrage «Le Dérangeur : petit lexique en voie de décolonisation» du Collectif Piment qui veut redéfinir le sens des mots liés à la condition noire.
En 2022, elle fonde son label indépendant Wèrè Wèrè Music et deux ans plus tard, elle est nommée à la tête du label Def Jam Recordings Africa dans un partenariat stratégique avec Universal Music France.